# Робокап 2
Робокап 2 (енгл. RoboCop 2) је амерички научнофантастични акциони филм из 1990. године, режисера Ирвина Кершнера и сценариста Френка Милера и Валона Грина и наставак је филма Робокап (1987). У главним улогама су Питер Велер, Ненси Ален, Дан О'Херлихи, Том Нунен, Белинда Бауер и Габријел Дејмон. У овом филму, Робокап мора да се бори против Кејна, криминалца који производи опасну дрогу „Атомку”, док у исто време мегакорпорација ОЦП планира да замени Робокапа новим, већим киборгом. Филм је сниман у Хјустону и представља последњи филм који је режирао Кершнер.
Иако је добио мешане критике од критичара и публике, филм је скренуо на себе пажњу медија 2013. године, пошто је радња филма предвидела банкрот града Детроита у будућности. Номинован је за три награде Сатурн, међу којима су она за најбољи научнофантастични филм, најбољег младог глумца (Дејмон) и најбоље специјалне ефекте.

## Радња
У блиској дистопијској будућности, Детроит је на ивици банкрота након што није успео да отплати дугове према конгломерату Omni Consumer Products (ОЦП). Директор ОЦП-а намерава да наплати дуг путем принудне продаје целокупне јавне имовине, ефективно преузимајући управу над градом и омогућујући реализацију свог плана радикалне обнове. Да би креирао расположење јавности у корист свог пројекта, ОЦП вештачки изазива пораст уличног криминала укидањем пензионих планова за приватизовану детроитску полицију и смањивањем плата, због чега полиција ступа у штрајк.
Робокап остаје на дужности са својом партнерком, Ен Луис. Они изврше рацију у фабрици за производњу „Атомке”, нове дизајниране дроге која мучи Детроит. Вођа картела Кејн и његов 13-годишњи саучесник Хоб побегну. Робокап добија флешбекове из свог претходног живота као Алекс Марфи и почиње да надгледа своју жену и сина испред њиховог новог дома. Још увек у жалости због смрти свог мужа, његова жена покреће парницу против ОЦП-а, жалећи се на ово узнемиравање. Након што је укорен од стране свог техничког особља, Робокап саопшти својој жени да је Марфи мртав.
ОЦП улаже велике напоре да развије Робокапа 2, полицијског дроида намењеног масовној производњи који би заменио полицијске снаге у штрајку, опремљеног мозговима мртвих полицајаца попут оригиналног Робокапа. Међутим, васкрсли полицајци стално врше самоубиства по активацији. Психолошкиња др Џулијет Факс убеди директора да јој препусти надзор над пројектом, овог пута користећи криминалца са жељом за моћи и бесмртношћу уместо полицајаца.
Кејн, нарко-бос са месијанским комплексом који је такође зависник од „Атомке”, страхује од губитка свог утицаја након завршетка пројекта Делта Ситија, те користи корумпираног полицајца Дафија да поткопава напоре ОЦП-а и Робокапове јединице. Робокап прати Дафија и на силу му извуче локацију Кејновог скровишта. Сукобљава се са Кејновом бандом на напуштеном градилишту, али упадне у замку и бива савладан. Криминалци исеку Робокапово тело на делове и баце га испред његове станице. Кејн расече Дафија живог хируршким скалпелом због одавања њихове локације и натера Хоба да посматра.
Робокап је поправљен, али га Факсова репрограмира стотинама збуњујућих нових директива на инсистирање управног одбора ОЦП-а, тешко нарушивши његову способност да врши своје дужности. Робокап се на крају ослободи сувишних директива уз помоћ струјног удара са висконапонског трансформатора и рестартовавши свој систем. Робокап мотивише полицајце у штрајку да му помогну у рацији у Кејновом скровишту. Док Кејн покушава да побегне, Робокап га тешко рани и ухапси. Хоб побегне и преузме контролу над Кејновом нарко-империјом. Верујући да може да контролише Кејна преко његове зависности од „Атомке”, Факсова одабере њега за пројекат Робокапа 2 и прекине му вештачко одржавање у животу. Хирурзи поставе његов мозак у тешко наоружано роботско тело и реактивирају га.
Након безуспешног покушаја отплате градских дугова путем прикупљања добровољних прилога, Хоб контактира градоначелника, Марвина Кјузака, и понуди му новац за ликвидацију целокупног градског дуга у замену за политику недирања по питању „Атомке”, спречавајући тиме ОЦП-ову шему изградње Делта Ситија. Престрављен овим потезом, ОЦП пошаље Кејна на састанак. Кејн побије све осим градоначелника, који побегне. Робокап стиже и налази смртно рањеног Хоба, који идентификује нападача пре него што подлегне повредама.
Директор ОЦП-а организује јавну презентацију Робокапа 2 (Кејна) и Делта Ситија, њиховог плана обнове. Када он покаже канистер „Атомке”, Кејн услед своје тешке зависности нападне гледаоце. Робокап стиже и ступа у борбу са Кејном, а њихова битка се настави на улици. Робокап пронађе канистер „Атомке”, а Луисова га употреби да одврати пажњу Кејну. Робокап му скочи за врат, пуцњем му пробије оклоп и ишчупа му мозак, окончавши Кејнов пир. Директор ОЦП-а и његов заменик, Доналд Џонсон, одлуче да окриве др Факс да би ослободили ОЦП судских тужби. На Луисино жаљење како ће ОЦП поново избећи одговорност, Робокап инсистира да морају да буду стрпљиви, јер „ми смо само људи”.

## Улоге
| Глумац          | Улога                 |
| --------------- | --------------------- |
| Питер Велер     | Алекс Марфи / Робокап |
| Ненси Ален      | Ен Луис               |
| Дан О'Херлихи   | директор ОЦП-а        |
| Фелтон Пери     | Доналд Џонсон         |
| Том Нунен       | Кејн                  |
| Габријел Дејмон | Хоб                   |
| Марк Ролстон    | Стеф                  |